# Motif Kelch
Le motif Kelch, de l'allemand Kelch signifiant « calice », également écrit kelch, est un motif structurel largement distribué dans des protéines d'espèces allant des bactéries aux eucaryotes. Il correspond à une séquence d'une cinquantaine de résidus d'acides aminés formant une « lame » en feuillet β à quatre brins. On en trouve de cinq à huit copies par protéine, qui se replient ensemble pour former un grand domaine en solénoïde de type β-propeller.
Le motif Kelch est largement présent chez les bactéries et les eucaryotes. Le génome humain contient une centaine de protéines qui présentent un motif Kelch. Ce motif apparaît plusieurs fois par molécule de protéine. On le trouve par exemple dans la protéine MIPP (en) de souris, chez plusieurs Poxviridae, dans les scruines α et β,, dans la galactose oxydase (en) de Dactylium dendroides, ainsi que dans la protéine YjhT d’Escherichia coli, une enzyme catalysant la mutarotation de l'acide sialique.
Dans le cas de la galactose oxydase (en), la répétition des motifs Kelch correspond à un feuillet β à quatre brins antiparallèles formant un β-propeller.